# Бугайчиха
Бугайчи́ха — річка в Україні, в межах Роменського району Сумської області. Права притока Сули (басейн Дніпра).

## Опис
Довжина 28 км, площа водозбірного басейну 179 км². Похил річки 2 м/км. Долина завширшки до 2 км. Річище завширшки до 5 м. Стік річки частково зарегульовано ставками. Влітку та восени частково пересихає. Використовується на рибництво та водопостачання.

## Розташування
Річка розташована в межах Придніпровської низовини, в південно-західній частині Роменського району Сумської області. Тече переважно на південний схід.
Притоки: Напрасна (ліва).